# Nacionalismo paraguayo

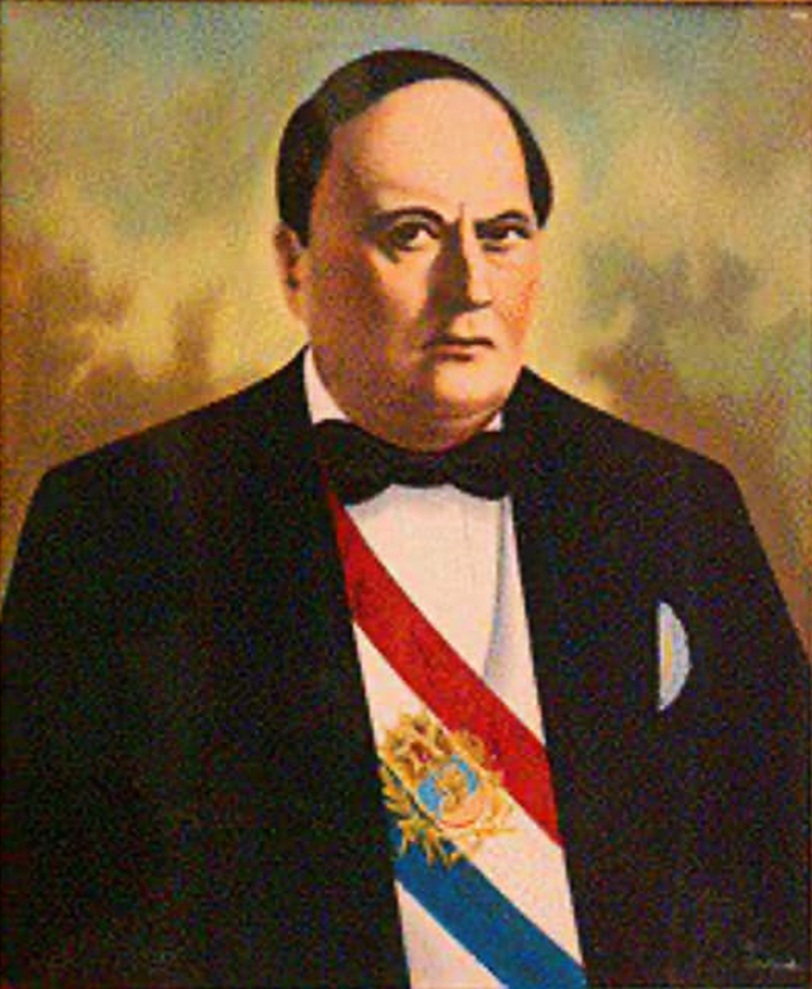
La figura de Carlos Antonio López (en la imagen) y su hijo Francisco Solano López se utilizan como símbolos centrales en la propagación del nacionalismo paraguayo

El nacionalismo paraguayo es una corriente ideológica y política que ha influido en el desarrollo del país desde su independencia en 1811. Se caracteriza por una exaltación de la identidad nacional, el culto a figuras históricas emblemáticas y una narrativa que enfatiza la singularidad del Paraguay dentro de América Latina. A lo largo de la historia, esta ideología ha servido tanto para la cohesión nacional como para justificar diversas formas de gobierno, incluyendo regímenes autoritarios.
En la actualidad, el nacionalismo paraguayo sigue teniendo una presencia significativa en la política, la educación y la cultura popular. Su influencia se observa en discursos oficiales, en la forma en que se enseñan la historia y la identidad nacional en las escuelas, y en la manera en que se perciben las relaciones internacionales. No obstante, sigue siendo un tema de debate académico y político, ya que, mientras algunos lo consideran un factor unificador, otros advierten sobre su potencial para justificar políticas excluyentes y autoritarias.

## Orígenes y evolución

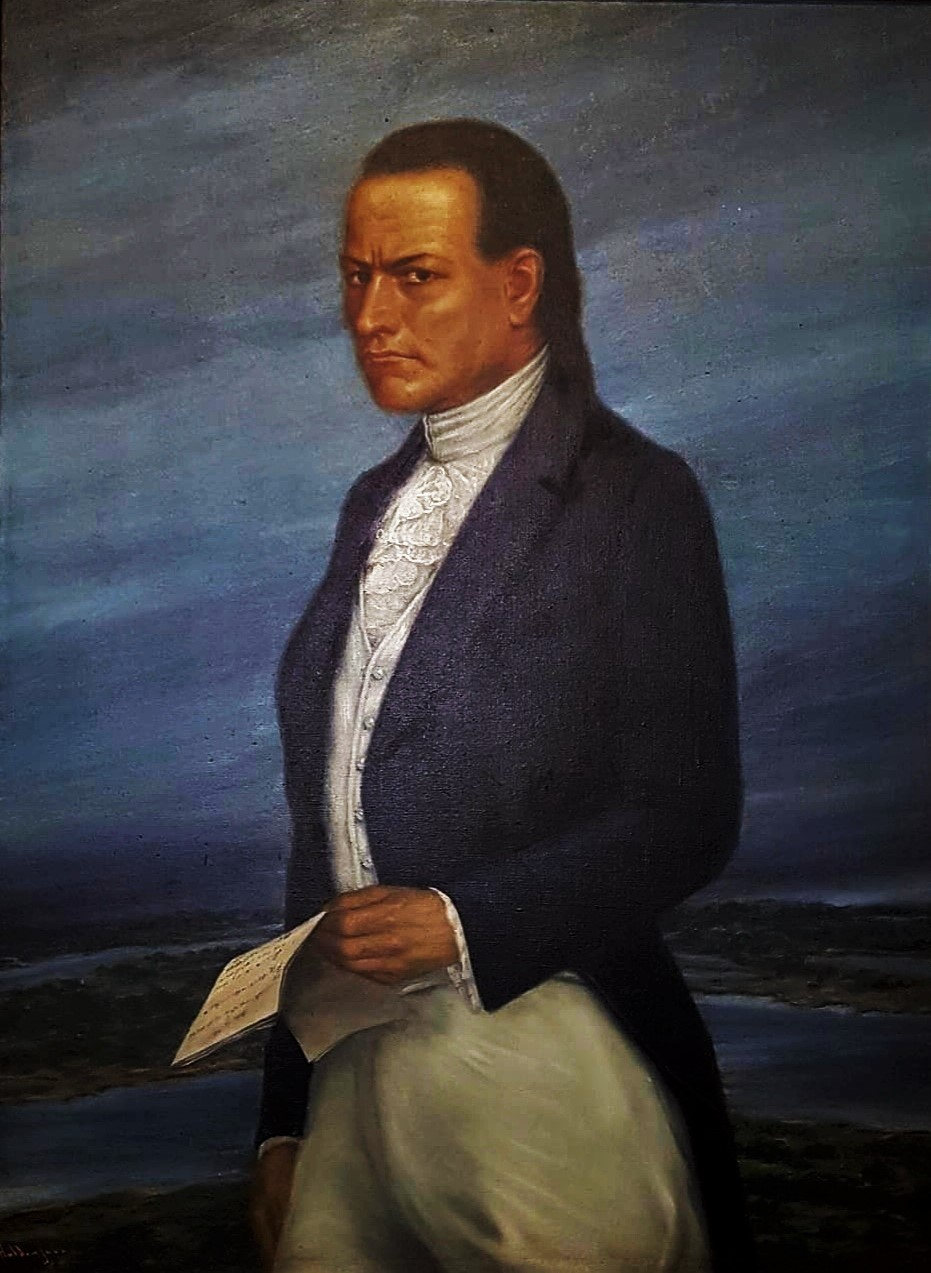
Doctor Francia, representa el origen del nacionalismo paraguayo, con su defensa radical de la soberanía y el aislamiento como identidad nacional.

El nacionalismo paraguayo tiene sus raíces en la consolidación de la independencia bajo el gobierno de José Gaspar Rodríguez de Francia (1814-1840). Rodríguez de Francia estableció un modelo político basado en el aislamiento diplomático y la autosuficiencia económica, con el objetivo de preservar la soberanía del Paraguay frente a las potencias regionales, en particular Argentina y Brasil. Durante su gobierno, se promovió una fuerte centralización del poder y se fomentó una identidad nacional en torno a la idea de una nación autónoma y autosuficiente, libre de influencias externas.

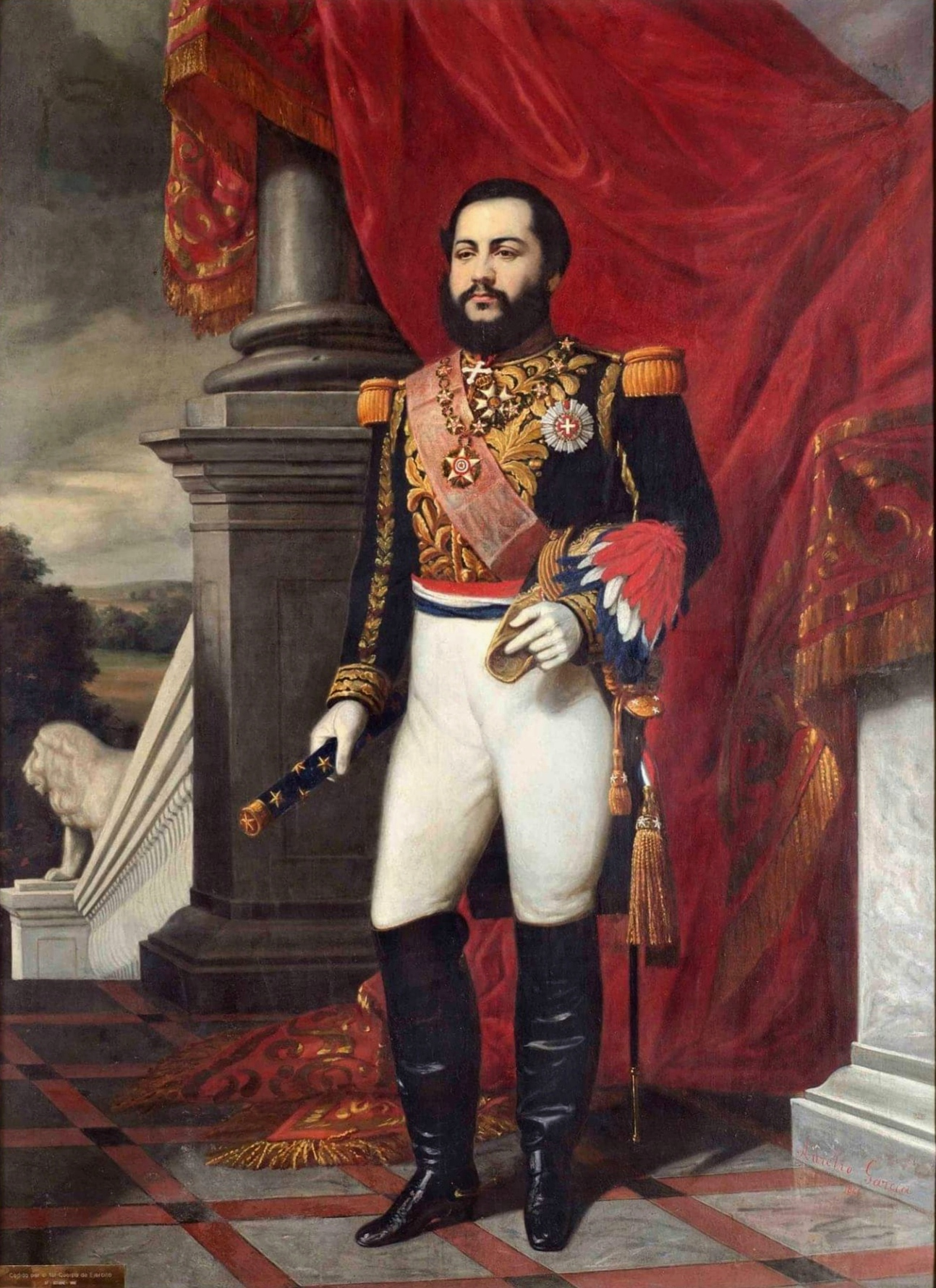
Francisco Solano López, encarna el sacrificio heroico frente a la intervención extranjera, convertido en mártir del nacionalismo paraguayo.

Posteriormente, el nacionalismo paraguayo alcanzó un punto álgido con el gobierno de Carlos Antonio López (1844-1862) y su hijo Francisco Solano López (1862-1870). Durante este período, el Estado paraguayo impulsó un desarrollo económico basado en la industrialización estatal y la modernización de las Fuerzas Armadas. Sin embargo, la política expansionista y la creciente rivalidad con Argentina, Brasil y Uruguay desembocaron en la guerra de la Triple Alianza (1864-1870). Este conflicto devastador, que resultó en la ocupación del país y la muerte de un gran porcentaje de la población, consolidó una narrativa nacionalista de resistencia heroica. La guerra se convirtió en un pilar fundamental del discurso patriótico paraguayo, generando una memoria colectiva basada en el sacrificio y la lucha contra la intervención extranjera.
En el siglo XX, el nacionalismo paraguayo fue reinterpretado por diversos movimientos políticos. El Partido Colorado, que se consolidó en el poder a partir de 1947, adoptó una visión nacionalista que combinaba la exaltación de los héroes nacionales con un fuerte militarismo. Durante la dictadura de Alfredo Stroessner (1954-1989), el nacionalismo se utilizó como un mecanismo de control ideológico, promoviendo un culto a la patria y una visión histórica que justificaba el autoritarismo como un medio de garantizar la estabilidad y el progreso.

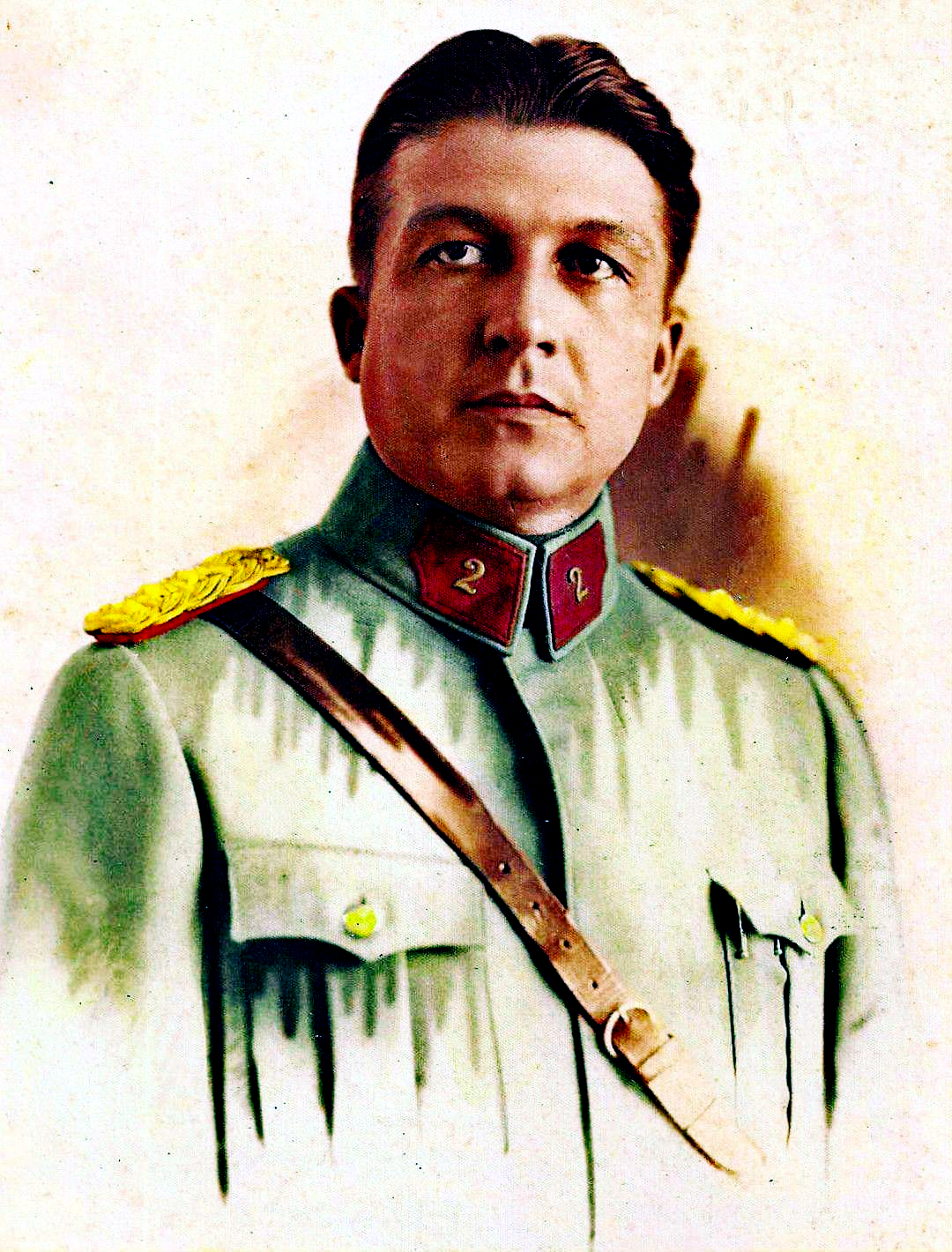
Rafael Franco, caudillo de la Revolución Febrerista, simboliza un nacionalismo popular, reformista y revolucionario, basado en la justicia social y la soberanía económica.

Por otro lado, el febrerismo, corriente política derivada de la Revolución de Febrero de 1936, planteó un nacionalismo más inclusivo y social, enfatizando la importancia del Estado en la protección de los sectores más vulnerables. Inspirado en figuras como Rafael Franco, el febrerismo defendía un nacionalismo económico basado en el fortalecimiento del sector estatal y la soberanía económica frente a las injerencias extranjeras.

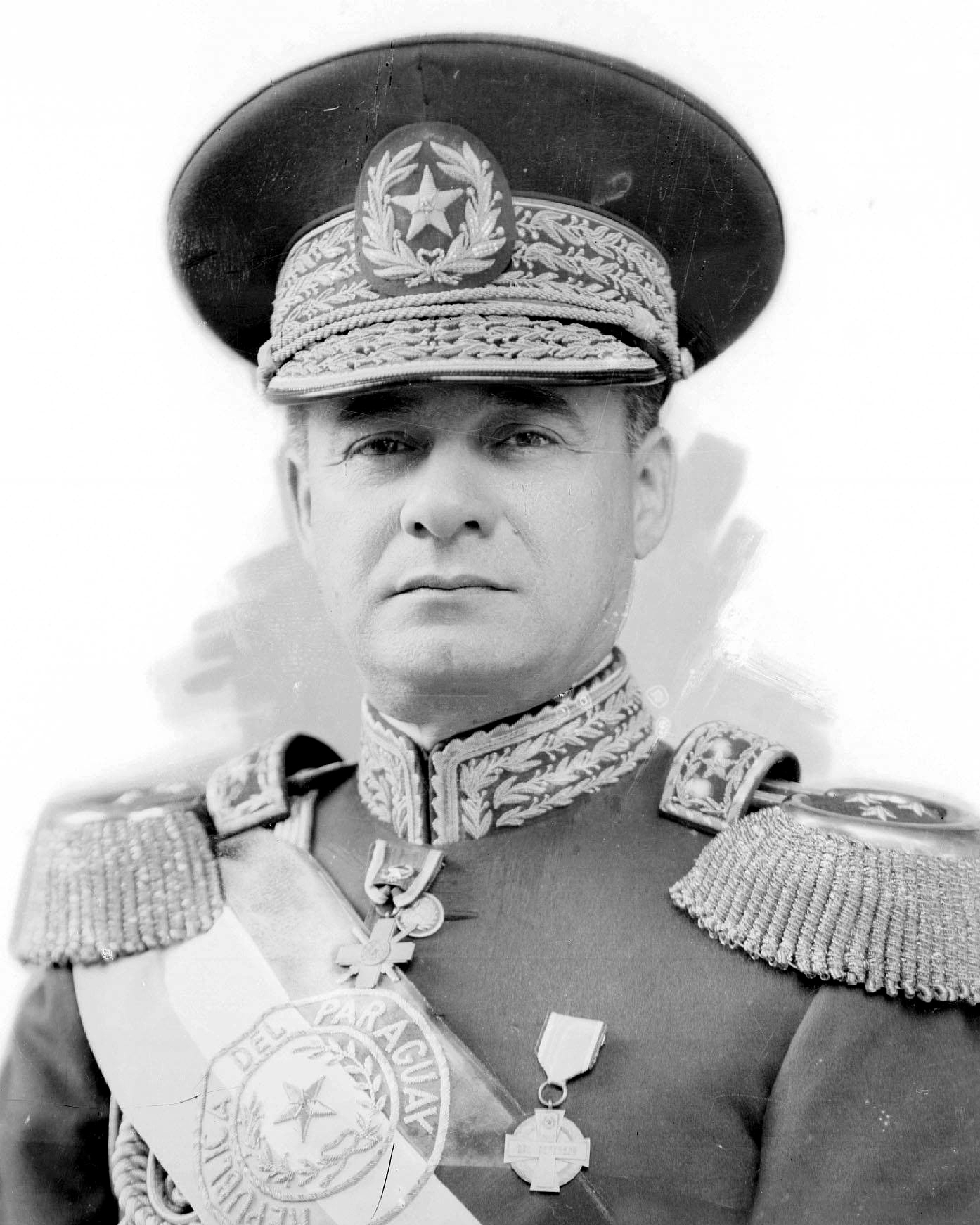
José Félix Estigarribia, representa el nacionalismo estratégico y moderno, exaltado como héroe racional y arquitecto de la victoria de la guerra del Chaco.

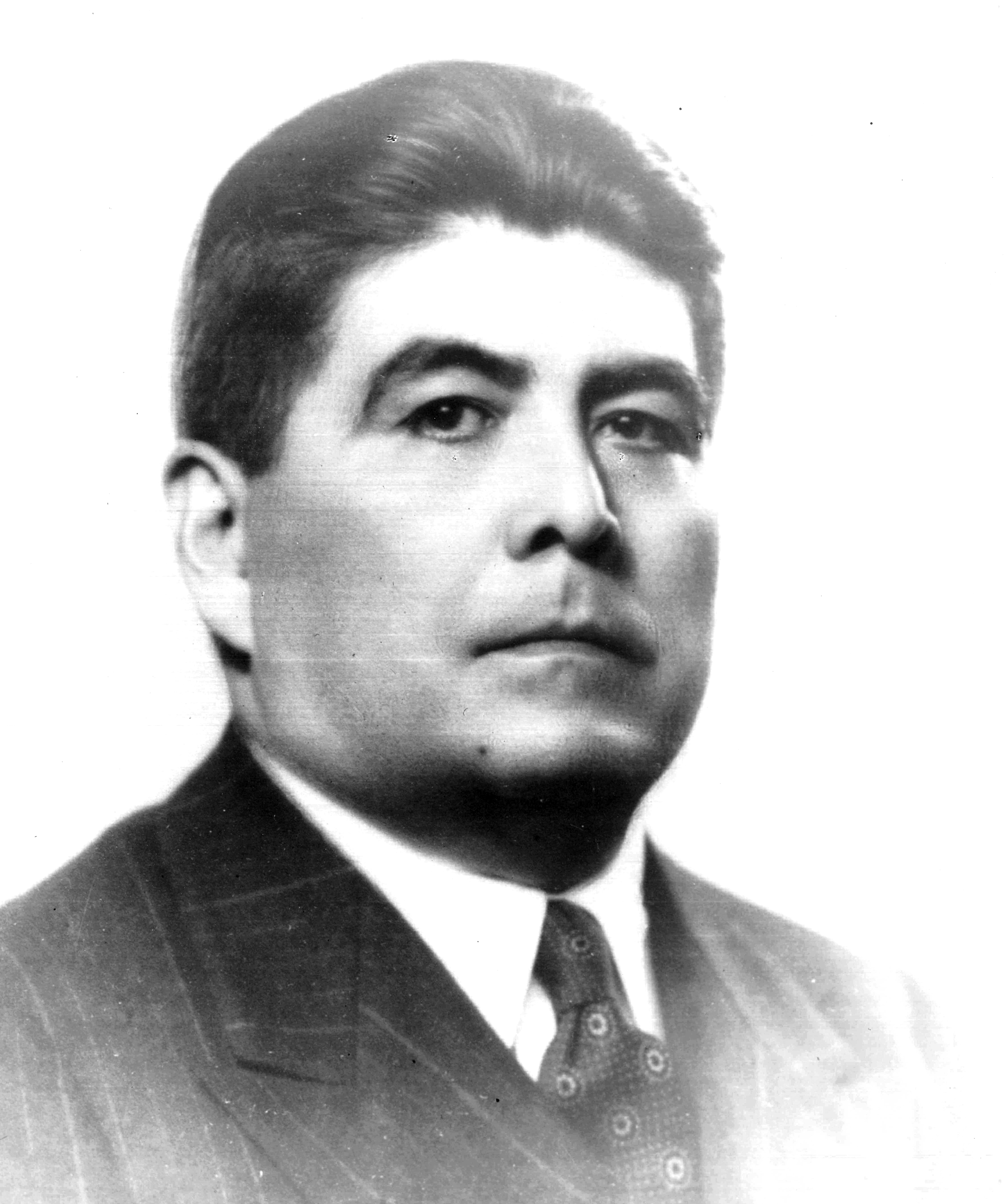
Juan Natalicio González, sirve como símbolo del nacionalismo intelectual, literario y mestizo, vinculado a la identidad cultural del Paraguay.

En ambos casos, el nacionalismo paraguayo sirvió como un factor unificador, pero también como una herramienta para legitimar diferentes modelos de gobierno, desde regímenes autoritarios hasta propuestas de corte social y popular.

## Componentes ideológicos
El nacionalismo paraguayo es una construcción ideológica compleja que combina diversos elementos históricos, culturales y políticos. A lo largo del tiempo, ha servido como un factor de cohesión social y también como una herramienta de legitimación para distintos regímenes.

### Historiografía patriótica
Uno de los pilares del nacionalismo paraguayo es la construcción de una memoria histórica centrada en la exaltación de figuras clave como Carlos Antonio López y Francisco Solano López, presentados como líderes visionarios que defendieron la soberanía nacional. La guerra de la Triple Alianza (1864-1870) es el evento más significativo en esta narrativa, interpretado como una agresión externa que buscó aniquilar al Paraguay, reforzando la idea de resistencia heroica. Los lemas «Vencer o morir» y «¡Muero por mi patria!», adoptados por los paraguayos durante este conflicto bélico, han trascendido como símbolos del sacrificio y la lucha por la patria. En la actualidad, este lema se utiliza en diversos contextos, desde movimientos de reafirmación nacionalista hasta en expresiones de resistencia frente a crisis políticas o económicas, representando el compromiso de los paraguayos con su soberanía e identidad frente a cualquier amenaza. Del mismo modo, la guerra del Chaco (1932-1935) contra Bolivia se inscribió en el imaginario nacionalista como una victoria patriótica, consolidando el papel de las Fuerzas Armadas de Paraguay en la defensa del territorio. A través de la educación y los discursos oficiales, estos acontecimientos han sido moldeados para fortalecer un sentido de identidad y orgullo nacional.

### Militarismo
El militarismo es otro componente central del nacionalismo paraguayo. Desde el siglo XIX, las Fuerzas Armadas han sido presentadas como garantes de la soberanía nacional, lo que ha justificado su protagonismo en la política. Durante la dictadura de Alfredo Stroessner (1954-1989), esta visión se institucionalizó aún más, con la glorificación del ejército y la formación de una cultura cívico-militar en la que se promovía la obediencia y la disciplina como valores fundamentales. Incluso tras el retorno a la democracia, el peso simbólico de las Fuerzas Armadas sigue presente en las conmemoraciones nacionales y en la educación cívica.

### Lengua y cultura
El idioma guaraní es un elemento distintivo del nacionalismo paraguayo. A diferencia de otros países latinoamericanos donde las lenguas indígenas fueron marginadas, el Paraguay ha promovido el guaraní como un símbolo de identidad nacional. La persistencia del guaraní en la vida cotidiana, junto con su reconocimiento oficial como idioma cooficial junto al español en la Constitución de 1992, refuerza la idea de que Paraguay es una nación con raíces propias y diferenciadas del resto de la región. Además del idioma, otros aspectos de la cultura paraguaya, como la música folclórica y las tradiciones populares, han sido utilizados como elementos de cohesión nacional.

### Relación con el autoritarismo

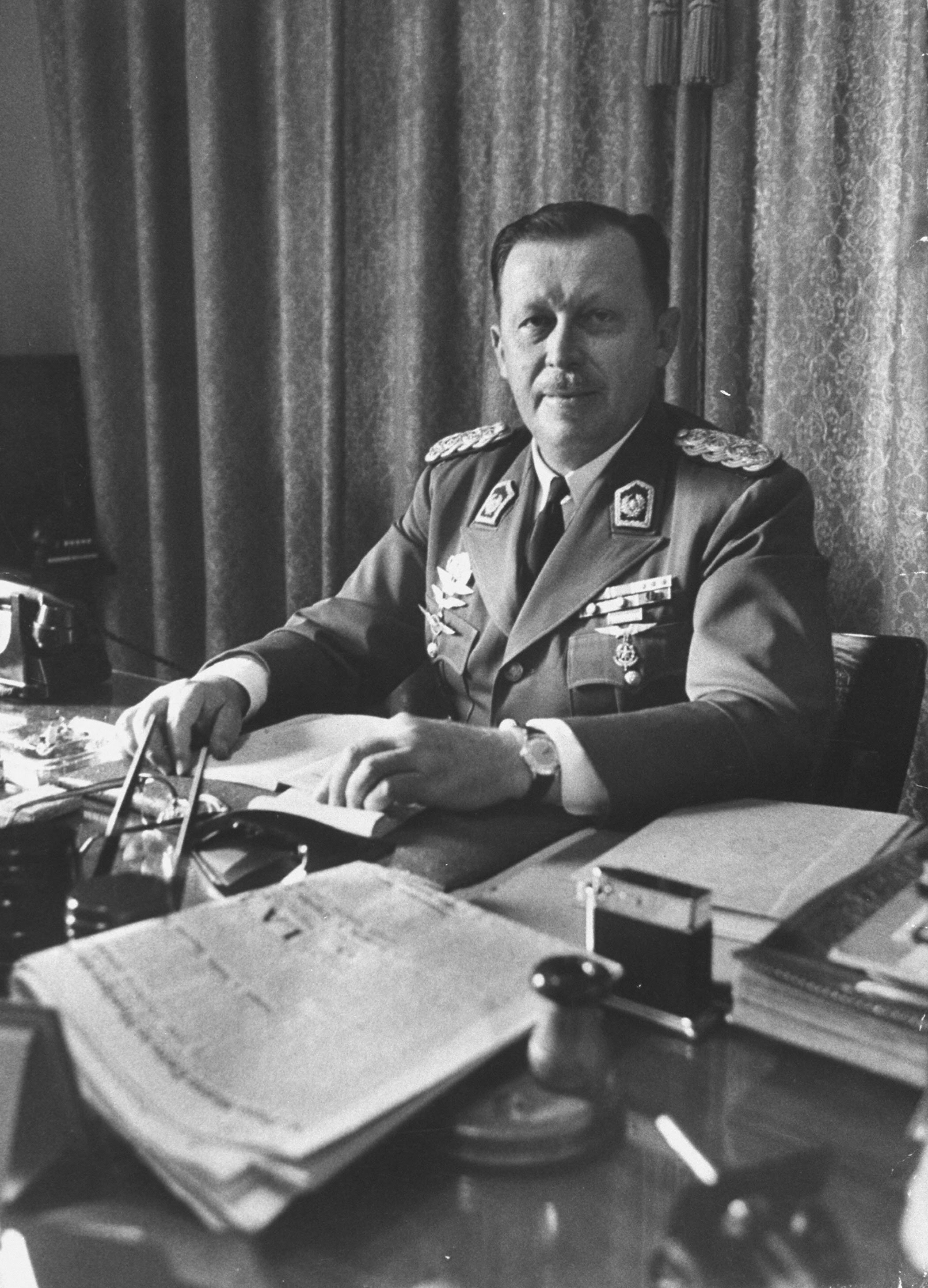
Alfredo Stroessner, encarnó la figura del líder fuerte y paternalista, utilizando el nacionalismo para legitimar un régimen autoritario.

Históricamente, el nacionalismo paraguayo ha estado vinculado a la legitimación de liderazgos fuertes. Desde José Gaspar Rodríguez de Francia hasta Alfredo Stroessner, se ha promovido la idea de que el país necesita un liderazgo firme para garantizar la estabilidad y la continuidad nacional. Esta tendencia ha generado una cultura política en la que la centralización del poder y el autoritarismo son tolerados e incluso respaldados por amplios sectores de la población. A nivel discursivo, se ha asociado la fortaleza del líder con la capacidad de defender la soberanía del país frente a las amenazas externas, un argumento recurrente en la política paraguaya.

## Manifestaciones en elsigloXXI
En la actualidad, el nacionalismo paraguayo sigue siendo un componente clave en el discurso político y educativo, influyendo en la percepción de la historia y la identidad nacional. A través de la educación, los medios de comunicación y las conmemoraciones patrióticas, se refuerzan narrativas que exaltan la soberanía nacional y la resistencia histórica del país.
En el ámbito político, el nacionalismo es utilizado por distintos sectores como un recurso discursivo para movilizar apoyo popular. Partidos como la Asociación Nacional Republicana (Partido Colorado) han apelado a símbolos históricos y a la identidad nacional para consolidar su hegemonía, especialmente en momentos de crisis. El coloradismo ha construido una retórica en la que se presenta como el garante de la estabilidad del país, en contraposición a lo que denomina influencias externas o desestabilizadoras. Por otro lado, movimientos de izquierda y centro también han recurrido a un nacionalismo más social, reivindicando la soberanía económica y el fortalecimiento de la identidad popular.
En el ámbito educativo, el nacionalismo se manifiesta en la enseñanza de la historia paraguaya, donde se destacan figuras como los López y se presentan conflictos como la guerra de la Triple Alianza y la guerra del Chaco desde una óptica de resistencia heroica. Aunque en las últimas décadas ha habido intentos de una historiografía más crítica, persisten enfoques que refuerzan una visión patriótica y unitaria de la historia nacional.
A nivel social, el nacionalismo se expresa en la defensa del idioma guaraní como un símbolo identitario. Su promoción en medios de comunicación, en discursos oficiales y en el sistema educativo refuerza la idea de una identidad paraguaya diferenciada dentro de América Latina. Se observa una apropiación del nacionalismo en movimientos religiosos y cívicos, como ocurrió en 2024 cuando la Conferencia Episcopal Paraguaya criticó la «dictadura moderna» y la crisis de seguridad en el país, en un contexto en el que se apela a la soberanía y la identidad nacional como ejes de reivindicación.

## Críticas y debates
El nacionalismo paraguayo ha sido objeto de críticas por parte de historiadores y politólogos, quienes argumentan que su construcción ha estado marcada por una visión monolítica de la identidad nacional, excluyendo perspectivas alternativas y favoreciendo narrativas que refuerzan el centralismo y el autoritarismo. Investigadores como Diego Abente Brun y Peter Lambert sostienen que el nacionalismo ha sido utilizado históricamente como un instrumento para legitimar prácticas autoritarias y consolidar el poder de ciertas élites. En este sentido, afirman que los regímenes colorados del siglo XX —particularmente durante la dictadura de Alfredo Stroessner (1954-1989)— explotaron el sentimiento nacionalista para justificar un Estado fuerte y militarizado, presentándose como los guardianes de la soberanía nacional frente a amenazas internas y externas.
Señalan que el énfasis en la historia bélica de Paraguay, especialmente en la guerra de la Triple Alianza y la guerra del Chaco, ha contribuido a perpetuar una visión victimista y heroica, que si bien refuerza el orgullo nacional, también puede obstaculizar una comprensión más crítica y pluralista del pasado. Algunos académicos advierten que esta interpretación tiende a simplificar las causas de los conflictos históricos y a exaltar liderazgos individuales como Francisco Solano López, cuya figura ha sido objeto de un culto nacionalista promovido desde el Estado.
Otro punto de debate es la relación entre nacionalismo y pluralismo cultural. Mientras que el guaraní ha sido promovido como símbolo de identidad nacional, algunos críticos consideran que el nacionalismo paraguayo ha tendido a homogeneizar la cultura, minimizando la diversidad étnica y social del país. En este contexto, comunidades indígenas y sectores urbanos cosmopolitas han cuestionado la forma en que el discurso nacionalista ha sido instrumentalizado para definir quiénes son reconocidos como parte de la «auténtica» identidad paraguaya.
En el ámbito político actual, el nacionalismo sigue siendo un recurso retórico poderoso, pero algunos analistas advierten sobre los riesgos de su uso populista. En ciertos discursos, la apelación a la soberanía y a la identidad nacional se ha utilizado para deslegitimar críticas internas y rechazar influencias externas, lo que en ocasiones ha dificultado debates sobre democracia, derechos humanos y modernización institucional.